# 白俄移民

白俄移民在十月革命后通常所用的旗帜，也是目前俄罗斯联邦的国旗

白俄移民（羅馬化：Beloemigrant）指的是1910年代爆發革命及內戰後遷居國外的俄罗斯人，通常他们对俄罗斯当时的苏维埃政权持反对态度。其大多数是白军的支持者，他们主要由于政权的更迭而移民国外，另外一部分人则是东正教的支持者，移民的原因则是不满苏联的东正教政策。俄语“白色移民”（俄语：белоэмигранты，белая эмиграция）一词主要为苏联政府所使用，具有很强的贬义色彩，指的是「俄國白軍」而和「白俄羅斯」無關。白俄移民通常称呼自己为“俄罗斯移民”（俄语：русская эмиграция）。
大多数白俄移民在1917到1920年间离开俄国，人数估计在90万到200万之间。阶层主要为士兵和军官、哥萨克、知识分子、商人和地主以及俄罗斯帝国政府的官员和俄罗斯内战期间各种反布尔什维克政府的官员。

## 分布
大多数白俄一開始移居到俄罗斯南部和乌克兰，然后前往土耳其以及其他中东欧的斯拉夫国家，例如南斯拉夫王国、保加利亚、捷克斯洛伐克、波兰等。另外一大批人则移居爱沙尼亚、拉脱维亚、立陶宛、芬兰、伊朗、德国和法国。在柏林和巴黎都有较大的白俄聚集区。
大多数的政府和军队官员以及在西伯利亚及远东抗击红军的人往往和他们的家人一起移民到中国的哈尔滨、上海以及其他城市，在中亞及新疆等地也有聚集。二战期末，八月风暴行动后，苏联军队进入中国东北，即满洲国所在。在1945年11月、1946年1月，苏联政府两度发布命令，接受中国境内的俄罗斯帝国公民和其后代，以及无国籍的苏联人士，恢复国籍。由此，在中国的白俄与其他苏联侨民，组成了二战后，苏联最大的海外侨民群体。苏联政府的行为，被中国方面视为对中国国家利益的重大威胁和损失。研究者更指出苏联侨民成为苏联政府对中国、南斯拉夫等国渗透、控制的工具。中华人民共和国成立后，至1960年代中期，通过自由离境、多次集体遣返、不承认双重国籍等方式，中国政府方才解决苏联侨民问题。
在美、日两国从西伯利亚撤军后、一些人也移民到了日本。在二战期间及以后许多白俄移民到英国、美国、加拿大、秘鲁、巴西、阿根廷和澳大利亚（因戰後斯大林要求所有在西歐的白俄回國）。至今在这些地方仍保留有白俄移民社群。

## 相关作品

### 电影
- 《上海戏剧》（1938）
- 《香港女伯爵（英语：A Countess from Hong Kong）》(1967)
- 《伯爵夫人》(2005)